# Chupacabra
 (juin 2009).
Si vous disposez d'ouvrages ou d'articles de référence ou si vous connaissez des sites web de qualité traitant du thème abordé ici, merci de compléter l'article en donnant les références utiles à sa vérifiabilité et en les liant à la section « Notes et références ».
Chupacabra, au pluriel en espagnol chupacabras (prononcé : [ t͡ʃupaˈkaβ̞ɾas], litt. « suceur de chèvres ») est une créature fantastique. Ses descriptions varient, mais on lui prête souvent des yeux rouges, deux trous pour les narines, une bouche avec des crocs saillants vers le haut et vers le bas et serait sans poils,. Elle possèderait deux marques arrondies à l'arrière de la croupe, de part et d'autre de la queue et ressemble selon certains autochtones à une chauve-souris ou au prétendu extraterrestre de l'affaire de Roswell.
Le Chupacabra fait partie de la culture populaire dans toute l'Amérique latine, notamment au Mexique et sur l'île de Porto Rico,. L'animal se nourrirait en suçant le sang des animaux de ferme, comme les chèvres ou les vaches, en faisant des trous parfaitement circulaires dans le cou jusqu'au cervelet, tuant l'animal en ne provoquant aucune souffrance.

## Étymologie
La créature est connue sous l'appellation chupacabras ou chupacabra à travers l'Amérique, ceci étant probablement le nom d'origine et la dernière version du terme. Le nom peut être précédé par un article de forme masculine el chupacabras (« le suceur de chèvres ») en espagnol, et o chupa-cabra en portugais.

## Historique
Le terme chupacabras (littéralement « suceur de chèvres ») est supposément inventé par une personnalité de la télévision portoricaine, Silverio Pérez qui utilise ce nom comme une blague, mais le mot est également utilisé en 1990 dans le roman de Michael Crichton, Jurassic Park, qui paraît avant la légende.
La légende du Chupacabras débute autour de 1992, lorsque des journaux portoricains El Vocero et El Nuevo Día commencent à rapporter la mort de plusieurs types d'animaux, comme des oiseaux, des chevaux, des poules et, comme l'indique le nom de la créature, des chèvres. À ce moment, le chupacabra est connu sous le nom de El Vampiro de Moca puisque les premières victimes sont trouvées dans la petite ville de Moca. Au tout début, les membres d'un culte satanique sont soupçonnés d'avoir commis ces tueries au hasard, mais ensuite, les tueries s'étendent autour de l'île, et plusieurs fermes rapportent la perte de vies animales. Les carcasses ont toutes une chose en commun : chaque animal trouvé a un trou dans le cou et s'est vidé d'une grande partie de son sang – également, parfois, d'une partie de ses organes internes.
D'après les témoignages, la créature a été vue pour la première fois au début des années 1990, blessant des animaux d'espèces différentes.
Peu après les morts d'animaux à Porto Rico, d'autres carcasses sont découvertes dans d'autres pays, comme en République dominicaine, en Argentine, en Bolivie, au Chili (en 2000), en Colombie, au Salvador, au Panama, au Portugal, au Pérou, au Brésil, aux États-Unis (notamment dans les États du Texas et du Nouveau-Mexique) et, surtout au Mexique (en 1996). À Porto Rico et à Mexico, le chupacabras devient une légende urbaine. De nombreux témoignages en font part dans les États du Sud des États-Unis.
En 1997, une explosion des cas d'attaques de chupacabras se produisit au Brésil, et furent rapportés dans les journaux brésiliens. L'un des témoignages venait d'un officier de police, qui prétendait avoir eu un sentiment de nausée lorsqu'il vit un chien - comme un chupacabra - dans un arbre. Il y a plusieurs clichés, tous apparemment truqués.
En octobre 2004, deux animaux qui ressemblaient beaucoup à la créature d'Elmendorf ont été observés dans la même région. Le premier était mort, et le second a été aperçu par une zoologiste locale qui avait été appelée pour identifier l'animal mort, pendant qu'elle se rendait à l'endroit où le premier fut trouvé. Les spécimens furent étudiés par des biologistes du Texas ; ils furent considérés comme appartenant au genre canin, d'une espèce indéterminée avec des problèmes de peau et des malformations faciales. À la Martinique une légende similaire est attribuée au « lentikri », bête diabolique suçant le sang des animaux le soir.
S'il existe des explications scientifiques expliquant que des animaux sucent le sang de chèvres ou d'autres animaux, le chupacabra reste une légende urbaine fortement enracinée au Mexique, générant parfois des réactions irrationnelles parfois qualifiées d'hystérie collective.

## Apparence
Certains indigènes Sud-Américains croient en l'« homme-moustique », une créature mythique appartenant à leur folklore, antérieure aux apparitions des chupacabras modernes. L'homme-moustique suce le sang des animaux avec son long nez, comme un gros moustique.

## Cryptozoologie
Une hypothèse scientifique permettant d'expliquer le phénomène « Chupacabras » serait de l'imputer aux canidés victimes de forme aiguë de la gale,. D'après des prélèvements faits sur une créature tuée au Texas, aucune trace de gale n'aurait été trouvé par les scientifiques.
Benjamin Radford explique que l'observation originelle du chupacabra est en fait basée sur le film La Mutante. La description du témoin colle avec la description de la créature de ce film qui était sorti peu auparavant.

## Dans la culture populaire

### Littérature
- Dans la série Les Cryptides d'Alexandre Moix, le troisième tome « À la poursuite du Chupacabra » paru le 14 octobre 2010.
- Dans Le Chasseur et son ombre de George R. R. Martin, Gardner R. Dozois et Daniel Abraham paru en 2007, les  colons d'origine latino-américaine de la planète São Paulo donnent le nom de chupacabra à une dangereuse espèce de prédateur chassant dans la jungle.

### Cinéma
- Dans le film fantastique « Predator », sorti en 1987, les habitants de la forêt d’Amazonie font allusion à « El Chupacabra » qui chasse les hommes.
- Dans le film d'animation Planes (2013), l'un des concurrents du « Grand Rallye du Tour du Ciel » se fait appeler El Chupacabra. Il porte un costume de catcheur de lucha libre.
- Le film d'horreur Indigenous (en) (2014) parle d'un groupe de jeunes gens se faisant attaquer par un Chupacabra.
- Dans le film Les animaux fantastiques, les Crimes de Grindelwald (2018), Gellert Grindelwald possède une créature du nom d'Antonio, définie par la suite comme étant un Chupacabra.
- Dans le film  Chupa (2023), de Jonás Cuarón tout est basé sur une famille qui cache un Chupacabra qu'il nomme Chupa

### Télévision
- Dans la série X-Files, l'épisode 4x11 « El chupacabra » (El Mundo Gira)  diffusé le 12 janvier 1997, raconte l'histoire d'un homme qui croit être El Chupacabra.
- Dans la serie X-Files, l'épisode 5x12 (Bad Blood), diffusé le 22 février 1998, Mulder fait référence au Chupacabra lors d'une conversation avec Scully.
- Dans la série Charmed (saison 4, épisode 18 « Le Baiser du Vampire ») du 15 novembre 2001, les trois sœurs sorcières font allusion au Chupacabra alors que l'une d'entre elles s'est fait attaquer par une horde de créatures (ici des vampires) et qu'elles recherchent des informations dans leur Livre des Ombres.
- Dans la série Negima!? (2003-2012), on retrouve aussi le Chupacabra durant de nombreux épisodes. Un groupe de recherche de celui-ci est même formé. Dans l'épisode 12, à la découverte des pouvoirs de Negi par ses élèves, il est transformé en chupacabra.
- Dans la série Supernatural (saison 2, épisode 3) du 12 octobre 2006, le chasseur de vampires Gordon Walker fait allusion au Chupacabra : il dit aux frères Winchester qu'il y en a un dans un état voisin et qu'ils devraient s'en occuper.
- Dans la série Dexter (saison 1, épisode 7) du 12 novembre 2006, Mazuka, le policier asiatique, déclare avoir un Chupacabra empaillé.
- Dans la série Primeval sur la saison 4 (2007-2011), les Hyaenodon ressemblent à la version canine du Chupacabra.
- Dans la série Weeds (saison 4, épisodes 4) du 7 juillet 2008, Guillermo parle à Nancy de chupacabra dans le désert.
- Dans la série Leverage (saison 1, épisode 5 : « The Bank Shot Job ») du 30 décembre 2008, Alec Hardison se fait passer pour un agent du FBI qui justifie sa présence dans les environs en expliquant avoir été appelé pour enquêter sur une attaque de Chupacabras.
- Dans la série Les Simpson (saison 21, épisode 5 : « Le Diable s'habille en nada ») du 15 novembre 2009, le photographe du « Shot in the face photo studio », qui fait des clichés érotiques de Marge Simpson, dit : « Fais-moi sauter la chupacabra ! » (« Pop! Goes the chupacabra ») lorsque Marge commence à se dévêtir.
- Dans la série Bones (saison 6, épisode 18, « The Truth in The Myth ») du 14 avril 2011, un homme dont le cadavre est retrouvé dans les bois semble avoir été tué par le mythique Chupacabra.
- Dans la série Grimm (saison 4, épisode 8) du 18 novembre 2011, le Chupacabra fait l'objet de tout l'épisode.
- Dans la série South Park (saison 16, épisode 4) du 4 avril 2012, la créature est parodiée sous le nom de « Jewpacabra » (Chupacabra juif) venant hanter la fête de pâques.
- Dans la série Workaholics (saison 3, épisode 3) du 12 juin 2012, une hypothèse sur la migration du chupacabra est formulée en introduction.
- Dans la série Psych : Enquêteur malgré lui (saison 7, épisode 4) du 20 mars 2013, les policiers mexicains font référence à El Chupacabra.
- Dans la série Graceland (saison 1, épisode 4) du 27 juin 2013, Johnny dit à Charlie de lui faire un chupacabra en tatouage.
- Dans la série The Walking Dead (épisode 2x05, « Chupacabra ») du 19 octobre 2014, Daryl Dixon affirme avoir vu un Chupacabra dans la forêt pendant une chasse à l'écureuil.
- Dans la série Les Désastreuses Aventures des orphelins Baudelaire (saison 1 épisode 7, « Cauchemar à la scierie - partie 1 ») du 13 janvier 2017.
- Dans le dessin animé Scooby-Doo et le Monstre du Mexique, Scooby-Doo et ses amis se battent contre un monstre nommé El Chupacabra qui vient terroriser la ville de Veracruz et ses habitants mais qui s'avère être, comme d'habitude, un imposteur.
- En novembre 2005, Sci Fi Channel diffuse un documentaire appelé Chupacabra à propos d'une bête qui tuait sur un bateau de croisière.
- L'épisode 45 de la saison 2 de la série Le Laboratoire de Dexter du 29 octobre 1997, a pour thème un Chupacabra nommé Charlie, issu d'une expérience de Dexter qui s'échappe de l'Amérique du Sud.
- L'épisode 8 de la saison 2 de Les Aventures de Jackie Chan du 1er octobre 2001 a pour sujet un Chupacabra.
- Dans la série The Imperfects, Juan se transforme en Chupacabra.
- Enfin, la saison 2 de La Flamme s’intitule Le Flambeau : Les Aventuriers de Chupacabra, du nom de l’île fictive sur laquelle se déroule l’aventure.

### Bande dessinée et manga
- Dans l'anime Soul Eater, le bar présent dans la série où se rend Spirit, le père de Maka, s'appelle le Chupa♡Cabra.
- Dans l'anime Seikimatsu Occult Gakuin (épisode 8), les protagonistes ont affaire à des Chupacabras.
- Dans l'anime Negima ! (saison 2, épisode 1), Asuna parle du Chupacabra.
- Dans le manga Forbidden Scrollery de la série Touhou Project, le personnage de Remilia Scarlet adopte un chupacabra.

### Musique
- Chupacabras (1997), chanson du groupe Tiro de Gracia.
- Chupacabra, album de la chanteuse américaine Imani Coppola.
- Chupacabras (2002), chanson du groupe Groovie Ghoulies (en) tirée de l'album Go! Stories
- Chupacabras (2005), album et morceau du musicien Phideaux.
- El Chupacabra(2006), chanson du groupe Nachtmahr.
- Chupacabra (2010), chanson du groupe Black Label Society.
- Noche del Chupacabra (2011), album et morceau du groupe Wo Fat.
- Chupakabura (2014), chanson du groupe Shiritsu Ebisu Chuugaku.
- Chupa song (chupacabra) (2014), chanson d'Andrea Teodora et Costi Ioniță.
- El Chupacabra (2016), chanson du rappeur Rochdi.
- Kill the Chupacabra Tonight (2017), chanson du groupe The Darkest of the Hillside Thickets (en) tirée de l'album The Dukes of Alhazred.
- El Chupacabras (2022), chanson du groupe Ska-P.

### Jeux vidéo
- Dans Castlevania: Lords of Shadow 2, Gabriel, le personnage principal, a quelquefois affaire à un chupacabra qui est dépeint comme un ennemi espiègle et agaçant sans être vraiment agressif.
- Dans Red Dead Redemption: Undead Nightmare, contenu additionnel du jeu Red Dead Redemption, le joueur doit tuer un Chupacabra.
- Dans Fallout New Vegas, Noonan l'aboyeur solitaire raconte son histoire contre deux chupacabras face à lui.
- Dans Diablo, un mangeur de cadavres nommé dans les premiers niveaux de la crypte s'appelle « El Chupacabras ».
- Dans The Next BIG Thing, au chapitre 2, on doit prendre « Le charango » ainsi qu'une griffe de El Chupacabra.
- Dans Tropico 3, une des missions consiste à attirer des touristes dans son île en utilisant la légende du chupacabra ; pour ce faire, le joueur construit des fermes qui élèvent des chèvres.
- Dans Invizimals Shadow Zone, le joueur combat un chupacabra dans un club.
- Dans Monster Madness: Battle for Suburbia, le chupacabra est pour la première fois rencontré dans le niveau 2 du centre commercial ; il est représenté comme un tireur portant un sombrero, cavalant sur une chèvre.
- Dans Saints Row: The Third, un bar s'appelle « El chupacabra ».
- Dans Les Sims 3, on peut traiter un vampire de « chupacabra ».
- Dans Wildstar, les Chupacabras font apparition à plusieurs reprises en tant que monstres ressemblant a des petits chiens avec une bouche pleine de dents pointues.
- Dans Grand Theft Auto V, « Chupacabras Street» est une rue que l'on peut retrouver dans le quartier « Elysian Island »